# 贾正兰
贾正兰（1968年8月—），女，汉族，陕西横山人，中华人民共和国政治人物。无党派人士。现任陕西省政协副秘书长。第十四届全国政协委员。